# Ота (Норвешка)
Ота (норв. Otta) је насељено место у Норвешкој у округу Опланд. Има статус града од 2000.